# Beta Pavonis
Beta Pavonis (β Pav / HD 197051 / HR 7913) es una estrella de magnitud aparente +3,43, la segunda más brillante en la constelación de Pavo. Está situada a 137 años luz del sistema solar.
Catalogada como gigante de tipo espectral A7III, Beta Pavonis tiene una temperatura superficial de 8200 K. 58 veces más luminosa que el Sol, su radio es 3,8 más grande que el radio solar; la medida de su velocidad de rotación proyectada, 81 km/s, conlleva que su período de rotación sea como máximo de 2,3 días.
Tiene una masa comprendida entre 2,3 y 2,4 masas solares.
Todos estos parámetros indican que, más que una verdadera gigante, Beta Pavonis es una subgigante terminando la fusión de su hidrógeno interno.
Su edad actual se estima en 60 millones de años, cuando nació como una estrella B9.5V con una temperatura ~ 2000 K más alta que la actual. Desde entonces también ha crecido en tamaño, con un diámetro aproximadamente el doble que cuando se formó.
En última instancia, finalizará sus días como una enana blanca cuya masa —una vez expulsadas sus capas exteriores a través del viento estelar— sólo será un 30% de su masa actual.
Su composición química es un tanto anómala; frente a un gran número de elementos como magnesio, silicio, calcio y hierro, entre otros, cuya abundancia está claramente por debajo de los valores solares, unos pocos —como cerio, estroncio y europio— son claramente «sobreabundantes»; especialmente notable es el caso del neodimio, cuyo contenido relativo es casi 5 veces más elevado que en el Sol.